# Lonay
Lonay es una comuna suiza del cantón de Vaud, situada en el distrito de Morges. Limita al norte con la comuna de Bremblens, al este con Echandens y Denges, al sur con Préverenges, al suroeste con Morges, y al oeste con Echichens.
Hasta el 31 de diciembre de 2007 la comuna formó parte del círculo de Ecublens.

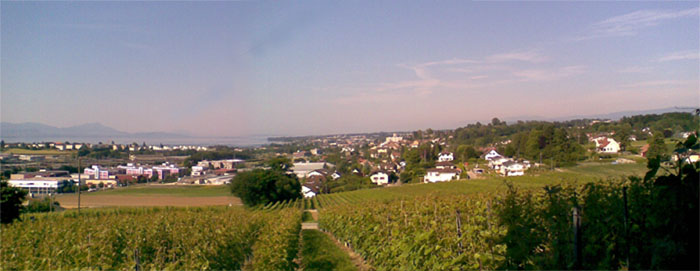
Lonay.

## Transportes
Ferrocarril
Cuenta con una estación ferroviaria en la que efectúan parada trenes de cercanías.